# Breuer György

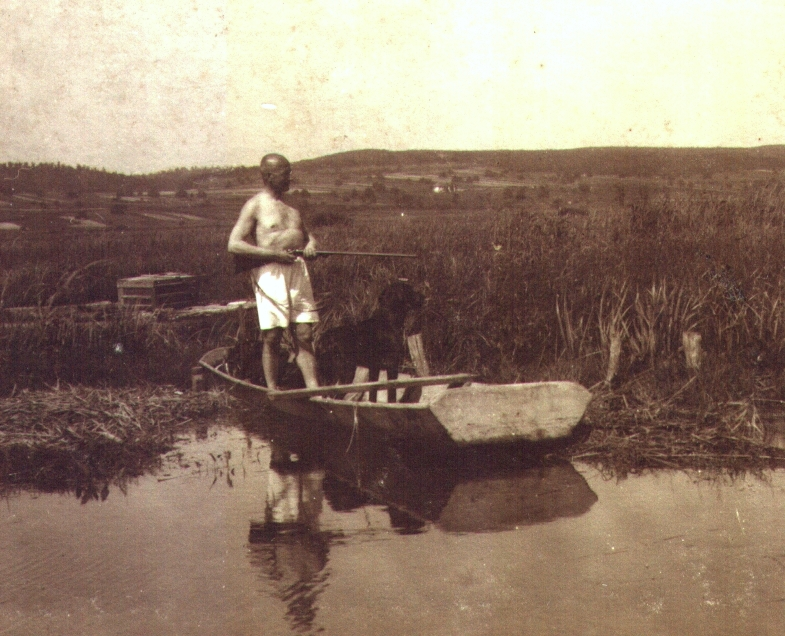
Breuer György a Fertőn

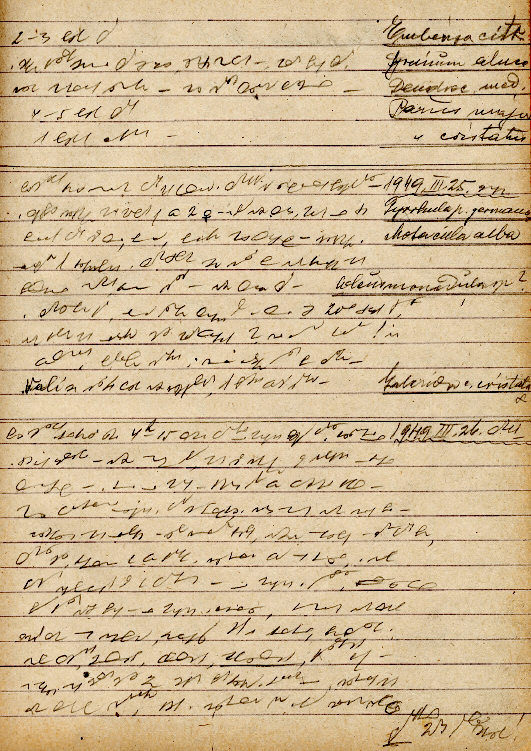
A speciális gyorsírással írt naplója részlete

Breuer György (Stájerlakanina, 1887. október 10. – Nagykanizsa, 1955. június 11.) magyar ornitológus, a Sopron-környéki erdők és a Fertő kutatója. Egyike azon keveseknek, akik e korábban alig kutatott területről máig jól használható, alapvető munkákat hagytak hátra.

## Életpályája
A Krassó-Szörény megyei Stájerlakaninán született. Iskoláit és a kereskedelmi akadémiát Szegeden végezte.
A Monarchiában akkor megszokott módon – több nyelv megtanulása érdekében – atyja elhatározásából először Selmecre került, a híres selmeci evangélikus líceumba. A líceum első és második évét abban az iskolában járta, ahol korábban Petőfi Sándor is tanult. Selmecen kicsit tótul (szlovákul) is megtanult. A középiskola harmadik és negyedik évfolyamát Sopronban, az evangélikus líceumban végezte, itt a német nyelvtudását is tökéletesítette. A kereskedelmi iskolába azután Szegedre járt, ahol 1904-ben érettségizett. Ezt követően Németországba ment, kereskedelmi gyakornoknak. Hessen környékén, Benrathban lett irnok egy bányavállalatnál. Amikor a Urikány-Zsilvölgyi Magyar Kőszénbánya Részvénytársaság Sopronvidéki Kőszénbánya néven működő brennbergi szénbányaüzemét 1912-ben megvette a GYSEV, Brennbergbányára került. Mivel ennek a szénbányának akkor még német tisztikara és munkásai voltak, az adminisztrációt kellett megmagyarítania.
Boldogan vállalta ezt, mert amellett, hogy ő voltaképpen kereskedelmi pályán mozgott, egész gondolkodása és érdeklődése a természettudományok felé vonzották, és tudta, hogy ezt a vágyát Sopron környékén kiélheti. A vonzódást a természettudományok, és különösen a vadászat és az ornitológia iránt unokabátyja Barthos Gyula erdőmérnök oltotta belé, aki a Retyezáton egy erdőgondnokság vezetője volt.
Amikor áthelyezték Brennbergbányára, már túl volt a katonai szolgálaton. Önkéntesi katonai évét, majd további kiképzési idejét Karánsebes és Hátszeg nevezetű erdélyi városokban töltötte, karpaszományos őrmester, majd zászlós lett, és végül tartalékos hadnagyi rendfokozattal rendelkezett, ahogy az a Monarchiában akkor szokás volt.
1913-ban Brennbergbányán, a kis telepen alig volt magyar kultúrélet, főleg cseh és a német eredetű tisztviselők laktak ott. Az egy-két magyar tisztviselővel barátkozott össze. A brennbergi társadalmi életbe való bekapcsolódását az ott élő családok örömmel vették, ő gyorsírásra tanította a polgári iskolát elvégzett fiatal leányokat, fiúkat. Így ismerte meg későbbi feleségét Másznak Jankát. 1913. október 12-én házasodtak össze Ágfalván, mert ott evangélikus templom is volt.
Az első világháború kitörésekor behívták és a soproni 18. gyalogezredbe a hadnagyi rendfokozatban. 1915 januárjában orosz fogságba esett, Omszkba vitték, ahol megtudta, hogy Ernő nevű öccse, Tomszkban került a fogolytáborba. A Vöröskereszt segítségével felvették egymással a kapcsolatot, és kérték az áthelyezésüket. Mind a kettőnek egyszerre teljesítették a kívánságát, Breuer György tehát Tomszkba, öccse pedig Omszkba került át. Végül a szibériai Irkutszkba kerültek mindketten. A fogolytábor az Irtis folyó egyik szigetén volt. Halászott, pillangókat fogott, bogarakat gyűjtött. Felfigyelt rá az ottani cseh ezredorvos, aki természetbolond volt, maga mellé vette a patikai laboratóriumba, ott madarakat és bogarakat preparálhatott.
Azonkívül, hogy a táborban gyorsírást tanított a magyaroknak, perzsa és török fogoly tiszttársaktól megtanulta az arab és a török írást. Irkutszkban ismeretséget kötött a dán konzulátus embereivel. Amikor egy idős dán konzuli tisztviselő meghalt, azt az ő nevével temették el és pedig megkapta a dán konzuli tisztviselő iratait, ettől kezdve a városban maradt. 1918-ban, már az új szovjet rezsim alatt dán állampolgárként jutott el a breszt-litovszki demarkációs vonalig, és tovább Németországba. Onnan Zsolnára deportálták, végül 1918-ban került haza. Brennbergbányán, régi szolgálati munkájában, irodafőnöki munkakörében dolgozott tovább. György nevű fia 1919-ben született, Ernő nevű fia 1921-ben.
Békés évek után a második világháború újabb megpróbáltatásokat hozott számára. 1944 októberétől kezdve a nyilasok jutottak uralomra. Szálasi Ferenc és a menyasszonya, Lutz Gizella, meg a nyilas kormány a hadi események során először Kőszegre, majd onnan a nagyobb biztonságot jelentő Brennbergbányára húzódtak vissza, mivel Brennbergbányán a hegyoldalban kialakított bányatárószerű óvóhelyeket biztonságosnak tartották. A szálláscsináló testőrtiszt Breuer szolgálati lakását választotta ki a nemzetvezető menyasszonya számára és a ház földszintjére szállásolta be Hellebront ezredest is, feleségestül és 12 éves suhanc fiával együtt. 
Breuer feleségének kellett a magas beosztású vendégek számára főznie, és a tálalás előtt megkóstolnia az ételt, nehogy megmérgezze a vendégeket. Breuerné félt attól, hogy a házban lakó idegenek megtalálják a pincében lévő orosz eredetű lőszereket, ezért egy este, szürkület után elásta azokat. Az ezredes fia meglátta és a nemzetvezető elleni összeesküvés gyanújával elfogták, vallatták a házaspárt. A házkutatás során megtalálták Vajk Artúr bányamérnök, a bányaüzem zsidó származású igazgatójának leveleit, aki 1944 márciusától kezdve egy Sopron megyei faluban szántóvető parasztbácsikaként bujkált. Ez az előbbi szörnyű gyanúsítás mellé még fokozta bűnösségét, hiszen „zsidórejtegetők" voltak. A levél nyomán, de a testi kínzások következtében nemcsak Vajk Artúr bányamérnököt, hanem a város híres építészét, Füredi Oszkárt, valamint az üzem Keresztes nevű félzsidó orvosát is megtalálták a közeli erdészház padlásán. 
Breuert és feleségét Sopronkőhidára vitték, a nyilas Számonkérő Szék elé. Bűnügyükben Sopronkőhidán január közepétől március végéig folytatták a vizsgálatot, majd az időközben bevonuló oroszok március 31-én elengedték őket. Odahaza a lakás egészét mind az elvonuló nyilasok, mind a telep lakói addigra már kirabolták, de ők szerencsére életben maradtak.
A „svábok" kitelepítésekor Breuer legálisan, magyar útlevéllel tartózkodott Ausztriában az aknaszállító kötél vásárlási feladatával, amikor a linzi állomásra egy ilyen magyarországi németeket kiszállító szerelvény futott be. Megtudta, hogy a szerelvény Passau–Nürnberg útvonalon halad. Mivel két fia, két menye, és két unokája Passau környékén volt, velük tartott. A családdal töltött néhány nap után visszatért Magyarországra. Mivel nem volt érvényes útlevele, a Magyar Vöröskereszt tisztviselője a legközelebbi vöröskeresztes vonat utasainak névjegyzékét úgy gépeltette, hogy neve a lap legalján lévő sorba került. Amint a vonat átért Ausztriába, ollóval az utolsó sort levágták, így nem derülhetett ki, hogy illegálisan látogatta meg gyermekeit.
60 éves korában nyugdíjazták, sőt 1948-ban mint burzsujtól és osztályidegentől nyugdíját is megvonták. 1946. november 20-án Vajk Artúr bányaigazgatóval közösen megakadályozták a brennbergi német családok kitelepítését. 1947 és 1949 között Sopronban lakott, majd 1949 áprilisában, menye váratlan halála miatt Ernő fiához Lovásziba költözött feleségével. 1953-tól haláláig Nagykanizsán élt. Gyermekei családnevüket Budára magyarosították, de ő haláláig Breuer maradt. Munkája teljében, aránylag fiatalon, 1955-ben vakbélperforáció vetett véget dolgos életének. Nevét viseli a Nyugat-magyarországi Egyetem fertőrákosi kutatóbázisa.

## Munkássága
Lakása mellett húzódtak a nagy soproni erdőségek, a közelben a Fertő, vízimadár világával, amit gyakran felkeresett. Figyelte a madárvonulást. Vizsgálatainak eredményeit gyakran publikálta. Lelkesen terjesztette a madárvédelem gondolatát, és ez indította őt arra, hogy amikor 1927-ben megalakult a Magyar Ornithológusok Szövetsége, azonnal ott is pozíciót vállaljon, és megszervezze a soproni tagozatot. A MOSZ fertői madárvártája az ő áldozatkészségéből és Esterházy Pál herceg támogatásával jött létre. Helyzeti adottságai és nyelvtudása miatt a magyar és osztrák ornitológusok együttműködését is elősegítette. Mika Ferenccel együtt dolgozta fel a Fertő halaira vonatkozó megfigyeléseit. A negyvenes évek elején kissé csökkent érdeklődése a madártan iránt, amikor nagy buzgalommal fordult figyelme egy újabb terület, a gombák felé, amely tudományágban szintén jelentős eredményeket ért el. Közben is mindent jegyzett: jegyzetei, amelyek a Nagy Sándor-féle gyorsírással készültek, 34 kötetet tesznek ki. Ezek egy részének feldolgozása az új évezredben sem ért véget.
Nagykanizsai éveiben visszatért a madártanhoz, majd rövidesen az ornitológiának egy speciális ága foglalta le, a madárparaziták, elsősorban a tollatkák. Rengeteg anyagot gyűjtött össze, állandóan a mikroszkóp mellett ült. Amúgy is rövidlátó lévén, ez a munka túlságosan igénybe vette a szemét, és látása rohamosan rosszabbodott. Nevét egy Mallophaga-faj viseli: Brüelia breueri Balát, 1983. Minden munkáját a legnagyobb precizitás jellemezte.

## Fontosabb írásai
- Gyurgyalagok sopronmegyei fészkelése. Aquila, 1947. 51/52. évf. 167, 190-191. old.
- A sopronmegyei madárvárták; Röttig-Romwalter Ny., Sopron, 1937
- A MOSz hg. Esterházy Pál fertői madárvártájának 1934. évi megfigyeléseiből. Kócsag, 1934. (7. évf.) 1-4. sz. 52-56. old.
- A MOSz hg. Esterházy Pál madárvártáinak 1930. évi madárjelölései. Kócsag, 1930. (3. évf.) 3-4. sz. 48-52. old.
- A kócsag ezidei fészkelőtelepei a Fertőn. Kócsag, 1929. (2. évf.) 3-4. sz. 134-138. old.
- Mika Ferenc & Breuer György: A magyar Fertő halai és halászata = Die Fische und Fischerei des ungarischen Fertő (Neusiedlersees). A Magyar Biológiai Kutatóintézet Munkái, 1928. (2. évf.) 1. sz. 104-131. old.
- Scolopax rusticola fészkelése Sopron környékén. Aquila, 1928. 34/35. évf. 386, 428. old.
- Tetrao urogallus Sopronmegyében. Aquila, 1926. 32/33. évf. 252, 282. old.
- Lanius minor nagy számban való letelepedése. Aquila, 1926. 32/33. évf. 255, 284-285. old.